# Guthrie-Test
Der Guthrie-Test (nach Robert Guthrie, 1916–1995) ist ein bakterieller Hemmtest und wichtiger Bestandteil der Screeninguntersuchungen bei Neugeborenen. Er erfolgte bei Termingeburten um den 5. Lebenstag, bei Frühgeburten um den 10. Lebenstag und dient der Früherkennung einer bestimmten angeborenen Stoffwechselstörung, der Phenylketonurie. Aufgrund von Fehlerquellen wurde er in Deutschland mittlerweile in den meisten Krankenhäusern durch direkte Bestimmungsmethoden ersetzt. In den Vereinigten Staaten, den Niederlanden und Belgien ist er noch gebräuchlich.

## Geschichte
Der Test wurde von Robert Guthrie in den frühen 1960er Jahren entwickelt und 1963 zunächst in den Vereinigten Staaten von Amerika eingeführt. In Deutschland wurde der Test zunächst im Jahr 1966 in Nordrhein-Westfalen eingeführt. Die ersten Tests wurden damals im Hygienisch-bakteriologischen Landesuntersuchungsamt in Düsseldorf unter der Leitung von Edip Önöz durchgeführt.

## Begriffsklärung
Beim Guthrie-Test handelt es sich historisch um den Prototyp einer Screeninguntersuchung im Neugeborenenalter. Im Sprachgebrauch hat sich die Bezeichnung daher weithin als Oberbegriff für alle durchgeführten Screening-Untersuchungen beim Neugeborenen eingebürgert. Im eigentlichen Sinne bezeichnet er aber nur die unten beschriebene, von Robert Guthrie entwickelte und eingeführte Untersuchung.

## Methode
Aus der Ferse des Neugeborenen wird Blut auf eine Filterpapierkarte getropft und nach dem Trocknen in ein entsprechendes Labor eingesandt. Dort werden Scheiben von definierter Größe ausgestanzt und auf einen Nährboden aufgetragen, der mit Bacillus subtilis (ATCC 1651) beimpft ist. Die Wirkung des im Nährboden vorhandenen Hemmstoffes (2-Thienylalanin) wird durch die Anwesenheit von Phenylalanin aufgehoben. Ein Wachstum der Bakterienkultur um die Blutprobe herum lässt auf erhöhte Phenylalaninwerte und die Größe des Bakterienhofes sogar auf die ungefähre Konzentration der Aminosäure schließen.

## Fehlerquellen
Da es sich um eine biologische Nachweismethode handelte, ist sie mit zahlreichen Fehlerquellen behaftet. So hängt die Konzentration von Phenylalanin stark von der Menge der aufgenommenen Nahrung in den ersten Lebenstagen ab. War diese zu gering, kann auch bei Vorliegen der gesuchten Erkrankung der Phenylalaninspiegel in der untersuchten Probe unterhalb der Nachweisgrenze des Guthrie-Tests liegen. Genauso kann eine Behandlung mit einem Antibiotikum das Bakterienwachstum allgemein hemmen und somit zu falsch-negativen Ergebnissen bei Neugeborenen führen, die dennoch eine Störung des Phenylalaninstoffwechsels hatten. Der Guthrie-Test wird in Deutschland nicht mehr durchgeführt, nachdem  viel empfindlichere direkte Nachweismethoden für die Phenylalanin-Konzentration  entwickelt wurden. In der Schweiz ist der Guthrie-Test durch die Tandem-Massenspektrometrie (MS/MS) seit 2005 ersetzt worden.

## Quelle
1. 1 2  Guthrie, R. & Susi, A.A. (1963): A Simple Phenylalanine Method for Detecting Phenylketonuria in Large Populations of Newborn Infants. In: Pediatrics Bd. 32, S. 318–343. PMID 14063511